# Golfe du Morbihan
Pour les articles homonymes, voir Golfe du Morbihan (îles Kerguelen) et Morbihan (homonymie).
Le golfe du Morbihan, situé en Bretagne, dans le département du Morbihan auquel il a donné son nom, est une ria complexe coupée de l'océan Atlantique par un éperon rocheux (presqu'île de Rhuys / Locmariaquer) et qui communique avec l'océan par l'étroit goulet de Port-Navalo. Bien que qualifiée de « golfe », d'estuaire ennoyé, ou de petite mer intérieure (en référence à son toponyme breton Mor bihan, signifiant littéralement « petite mer »), cette étendue marine abritée résulte en effet de la convergence de trois rias principales envahies par la mer. D'une superficie de 130 km2, il dispose d'un linéaire côtier de 240 km et est ponctué par une cinquantaine d'îles, dont deux forment communes : l'île d'Arz et l'île aux Moines.
L'économie du golfe s'est développée pendant des siècles autour de l'agriculture et de la pêche, et depuis le XIXe siècle particulièrement autour de l'ostréiculture. Depuis les années 1960, le cadre de vie agréable, le climat de type océanique tempéré, le patrimoine naturel et la relative proximité de Paris exercent un rôle déterminant pour l'attractivité économique et touristique de ce territoire, ce qui explique son développement urbain tant pour l'habitat que pour l'hôtellerie de séjour.
L'intensité de ces pressions anthropiques a justifié la mise en place de dispositifs de protection de l'environnement : site Ramsar depuis 1991 et site Natura 2000 depuis 2004, cette aire protégée est située au cœur du parc naturel régional du Golfe du Morbihan créé en 2014.

## Géographie
Le golfe a une longueur maximale de 18 km entre Locmariaquer et Le Hézo et une largeur maximale de 8 km entre Arradon et la côte de Sarzeau. Il s'étend sur 115 000 ha et près de 13 000 ha en intégrant la rivière d'Auray, la rivière de Noyalo et les différentes îles et îlots. Il s'ouvre sur la baie de Quiberon, partie occidentale du Mor Braz (la grande mer, l'océan) par un étroit passage (le goulet de Port-Navalo, large d'environ 900 m) entre Locmariaquer et Port-Navalo (900 m seulement au niveau de Bilgroix).
Les paysages sont changeants en raison du marnage découvrant un estran étendu et varié, ils sont caractérisés par la présence de nombreuses vasières, criques, pointes, rochers, îles et îlots.
Les communes riveraines du golfe sont : Arradon, Arzon, Auray, Baden, Le Bono, Crach, Le Hézo, Île-d'Arz, Île-aux-Moines, Larmor-Baden, Locmariaquer, Plougoumelen, Pluneret, Saint-Armel, Saint-Gildas-de-Rhuys, Sarzeau, Séné, Theix-Noyalo, Vannes.

Panorama sur le golfe du Morbihan à marée basse.

### Formation

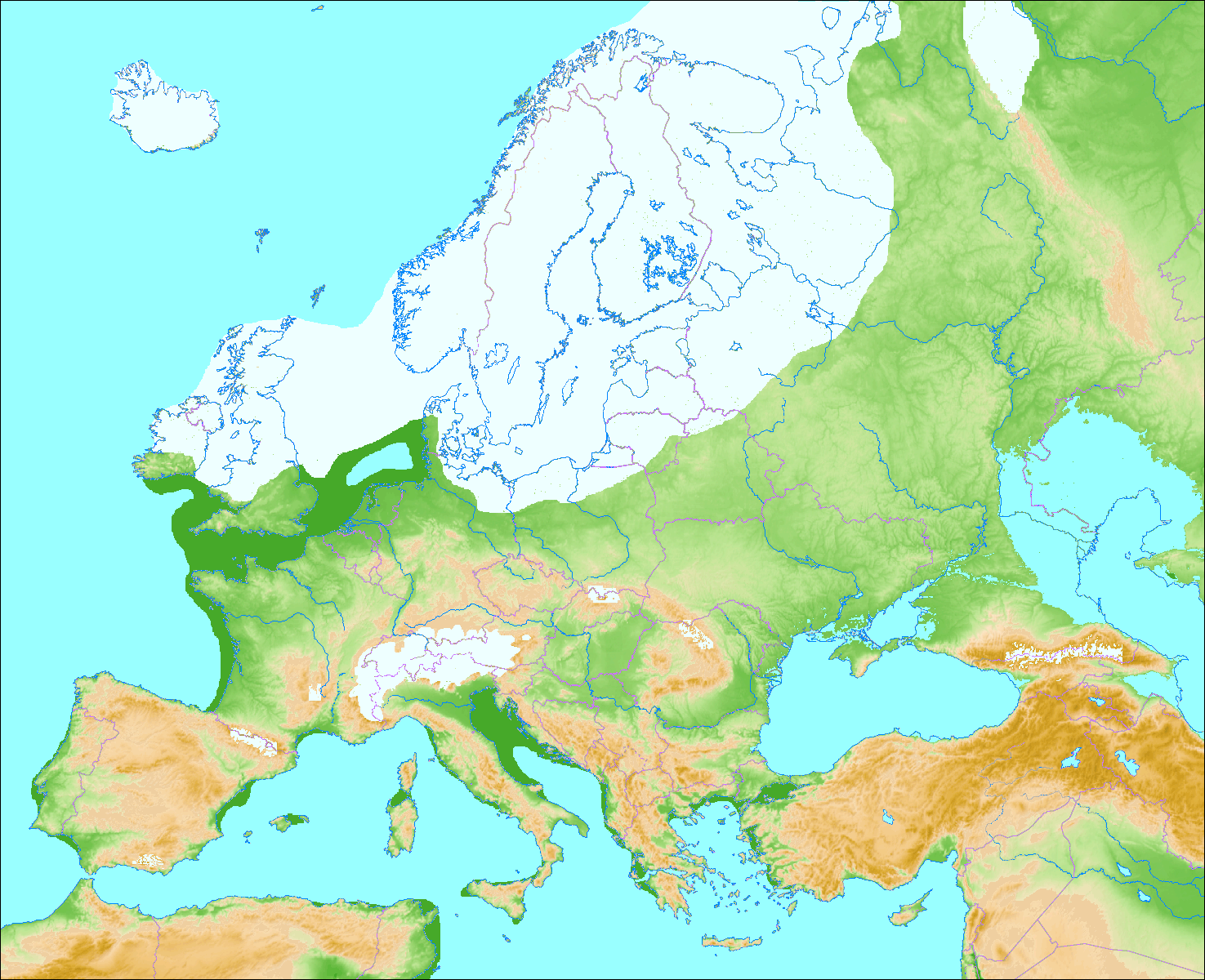
Carte topographique représentant l'Europe au dernier maximum glaciaire.

Le golfe reçoit les eaux de quatre principales provenances : celle de la rivière d'Auray, du Vincin, du Marle et de la rivière de Noyalo. Un tiers de la surface du golfe (soit 40 km2) est constitué de vasières (en particulier au sud-est) qui sont découvertes à marée basse. L'origine géologique du golfe du Morbihan remonte à l'ère quaternaire, à la suite des cycles de glaciations quaternaires, quand les rivières creusent un estuaire profond pour rejoindre l'océan qui s'est retiré environ 120 mètres au-dessous de son niveau actuel au dernier maximum glaciaire, ce qui positionne le trait de côte à environ 80 km de distance par rapport au littoral actuel. Lors de la fonte des glaces, due au réchauffement climatique, les parties les plus basses du golfe, constituées de marais, sont progressivement recouvertes par l'océan pour former un grand loch et les parties les plus élevées subsistent sous forme d'îles et îlots qui sont des moles constitués de roches résistantes ou des horsts relativement bien préservées par l'érosion marine. Ce phénomène n'est pas unique au golfe du Morbihan, mais est accentué dans cette région marquée par des mouvements tectoniques issus de déformations en champ lointain par la tectonique des plaques (orogenèse alpine, expansion de l'Atlantique à partir de la dorsale de l'Atlantique Nord). Ces mouvements se concrétisent par des rejeux de failles varisques donnant lieu à des ondulations transversales qui engendrent un mouvement positif de la presqu’île de Rhuys et un effondrement du golfe du Morbihan. Lors de la dernière phase de dégel, le golfe n'a pas la même étendue que celle que l'on connaît actuellement. On considère que le niveau de la mer s'est élevé de 4 à 5 mètres par rapport à la période des premiers habitats préhistoriques et de 2 mètres depuis l'époque gallo-romaine. Les mouvements actuels de variation du niveau marin, estimés en moyenne à un relèvement eustatique de 1 300 mm par millénaire, sont masqués par un autre phénomène : la surrection des côtes bretonnes septentrionales par compensation isostasique à la perte de charge par érosion, la subsidence des côtes méridionales plus basses caractérisées par une forte sédimentation.
C'est également durant les périodes glaciaires que les terres émergées du golfe sont recouvertes par endroits de lœss constituant de bonnes terres agricoles et favorables à la sédentarisation au cours de laquelle une civilisation agricole et maritime façonne au Néolithique, pendant près de 3 000 ans, un paysage mégalithique. Le golfe abrite probablement à cette époque « un écosystème particulièrement original et varié, probablement convoité pour sa situation et l'exploitation de ressources exceptionnelles : des roches tout d'abord, avec différentes variétés de granit et de grès qui fournissent dalles mégalithiques et moellons pour les constructions ; des limons hydromorphes, utilisables comme ciments à bâtir, à consolider et à revêtir certains édifices ; des sols fertiles propices à l'agriculture ; des sables marins qui, une fois dessalés, permettent d'enrichir d'autres terrains moins favorables aux cultures ; des salines ; des étendues marines bien abritées qui livrent quantités d'espèces de poissons, de crustacés et de mollusques marins, comme l'attestent les bancs naturels d'huîtres qui existaient encore au XIXe siècle, mais également quelques mammifères marins comme les phoques et les cétacés ; des rivières à saumons ; des forêts de feuillus (chênaies-hêtraies essentiellement) giboyeuses, peuplées […] de toute une faune diversifiée… ; des vasières et des prairies marécageuses, qui constituent comme autant de haltes pour un grand nombre d'espèces d'oiseaux migrateurs… Toute une mosaïque de milieux, tellement réputée à l'échelle de l'Europe du Nord-Ouest pour sa richesse écologique exceptionnelle ».

### Cadre géologique

Au niveau continental, la ceinture de leucogranites de la virgation ibéro-armoricaine.

Carte géologique du golfe dans le Massif armoricain.

Au niveau régional, le golfe est situé dans le domaine sud armoricain marqué par la phase orogénique bretonne du cycle varisque, au début du Carbonifère inférieur, ou Tournaisien, il y a environ 360 Ma. La collision continentale au cours de l'orogenèse varisque proprement dite se traduit dans le Massif armoricain par un métamorphisme général de basse-moyenne pression, formant les gneiss et micaschistes, par des phases de cisaillement et par une anatexie générant migmatites et granites. Elle se traduit enfin, par la mise en place de nombreux leucogranites (à deux micas muscovite et biotite) intrusifs à travers les schistes cristallins, concomitamment aux cisaillements et à ce métamorphisme. Le golfe fait ainsi partie d'une grande ceinture de leucogranites au sud du Massif armoricain. Cette ceinture correspond à un immense batholite mis en place dans des roches métamorphiques, seuls quelques plutons atteignant le Paléozoïque épimétamorphique. Ce batholite est subdivisé en plusieurs bandes (« rubans ») qui montrent une nette divergence vers l'Est : un axe majeur (Pointe du Raz - Nantes - Parthenay - Millevaches) à convexité nord-est (orienté N 110-130 °E ) associé au cisaillement sud-armoricain (décrochement dextre selon une orientation cadomienne dont le rejet horizontal atteindrait 500 km), auquel fait partie la presqu'île ; au Nord de cet axe, la bande Locronan-Lizio correspondant à plusieurs rubans orientés N 60 à 100°E (chapelet d'apophyses Bignan, Guéhenno, Savenay, etc.) ; au Sud de cet axe, une échine discontinue de moles syntectoniques (massifs de Trégunc, Pont-l'Abbé, Port-Louis-Ploemeur, Glénan-Quiberon-Houat-Hoedic-Guérande-Le Croisic, Saint-Brévin, Noirmoutier-La Roche-sur-Yon) allongés en direction sud-armoricaine dont le parallélisme avec le cisaillement sud-armoricaine incite à penser à l'influence indirecte d'une contrainte linéamentaire.
La bande WNW-ESE nommée « anticlinal de Cornouaille » par Jean-Pascal Cogné en 1960 est bordée au sud par le golfe du Morbihan qui correspond dans cette optique à un synclinal secondaire. Sa topographie est visiblement contrôlée par des structures du socle hercynien du Massif armoricain formées il y a plus 300 millions d’années. Ainsi, les directions ENE-SSW contrôlent-elles en partie la topographie de l’Île-aux-Moines, celles des îles Logoden ou la pointe d'Arradon ou du Ruaud (Sud du Golfe), alors que des directions WNW-ESE contrôlent la longue colline de Ploeren à Kerguen (secteur au Nord-Est d’Arradon) qui se prolonge par la presqu’île de Cardouan (commune de Séné) ou celle qui lie Baden à Toulindac. Cette dernière forme la pointe de Port-Blanc et les « branches » de la croix de l’Île-aux-Moines dont le relief s’explique par l’interférence des deux directions.
Le golfe du Morbihan donne son nom à la morbihannite, gneiss kinzigitique lité, à biotite, sillimanite et grenat, issu d'un processus peu évolué de granitisation et correspondant à un résidu d'anatexie.
La région possède plusieurs sites géologiques d'intérêt régional et départemental : pétrographie et tectonique du Petit Mont, de Toulassais, Port-Navalo.

### Courants et marées

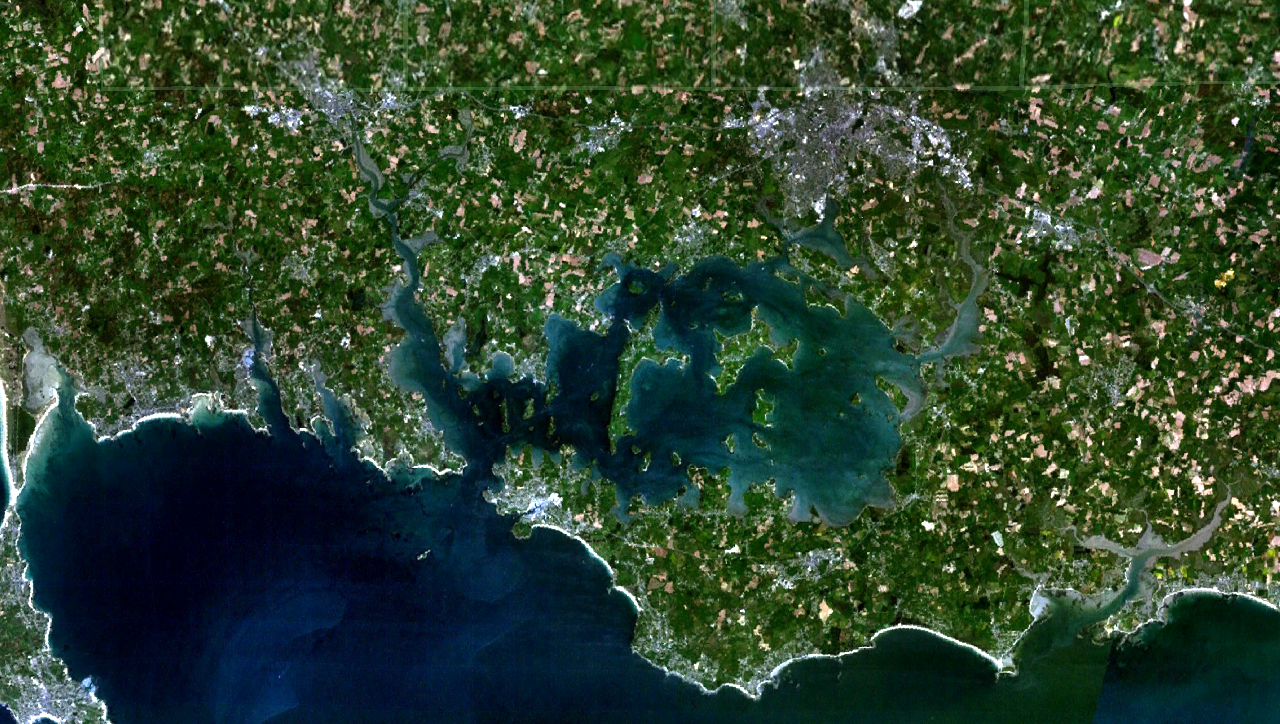
Image satellite du golfe qui est défini comme une ria complexe, réceptacle d'un bassin-versant de plus de 800 km2 et de trois rias principales (ria d'Auray, de Vannes et de Noyalo). Il reçoit en effet les eaux de cinq principales provenances : celle de la rivière d'Auray (Loch), de la rivière du Bono (Sal) (qui se jette dans celle d'Auray), des rivières de Vannes (Vincin, Marle et de la rivière de Séné (Liziec-Noyalo).

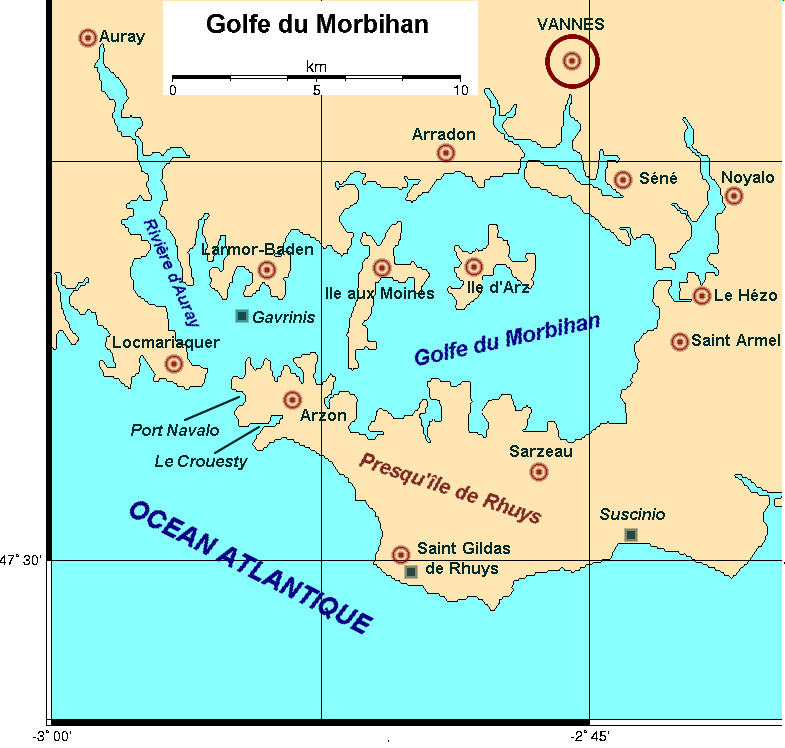
Carte du golfe du Morbihan avec l'Île-aux-Moines et l'Île-d'Arz. Fonctionnant comme une baie fermée, la mer s'y engouffre pour former des anses, criques et baies appelées localement des toul.

Le golfe est séparé de la baie de Quiberon, partie occidentale de Mor braz, dans l'océan Atlantique par la presqu'île de Rhuys et ne communique avec celle-ci que par un étroit goulet d'un kilomètre de large entre les pointes de Port-Navalo (commune d'Arzon) et de Kerpenhir (commune de Locmariaquer). De ce fait, on y rencontre de très forts courants de marée. La mer entre et sort du goulet de Port-Navalo à une vitesse pouvant atteindre près de 9 nœuds (4 m/s). Le courant de la jument, entre l'île de Berder et l'île de la Jument peut même atteindre 9,1 nœuds, ce qui en fait le deuxième plus fort courant d'Europe, derrière le raz Blanchard, en Manche.
Dans la rivière d’Auray, entre la pointe du Blair et Le Grand Huernic, les courants atteignent 4 nœuds.
Le cycle des marées est décalé par rapport à celui de l'océan et connaît une grande inertie : ainsi, lorsque la marée est haute en baie de Quiberon et à l'entrée du golfe, le fond continue à se « remplir » et le niveau à y monter. Il existe donc un décalage entre l'heure de pleine mer dans l'entrée du golfe et l'heure de celle-ci dans le fond du golfe. La marée est haute à Vannes une heure quarante cinq environ après l'heure de pleine mer à Port-Navalo. De plus, il existe un décalage entre les heures de marées à l'entrée du golfe et dans la baie de Quiberon : la pleine mer à Port-Navalo est une demi-heure après la pleine mer en baie de Quiberon.
Le phénomène inverse s'observe naturellement lors de la marée basse. Par ailleurs le courant cessant d'être dans le sens « montant » lorsque le niveau d'eau dans le fond du golfe a atteint son maximum, à certaines heures, on peut observer un niveau d'eau diminuant à Port-Navalo alors que le golfe continue de se remplir et donc le courant d'être dans le sens « montant ». De plus, les courants de flot (flux) et de jusant (reflux) ne sont pas réguliers mais interagissent à l'intérieur du golfe, créant de nombreux contre-courants.

### Les îles du golfe
Le golfe est parsemé de nombreuses îles (de 30 à 40, voire 60 selon les décomptes qui font encore débat) et îlots.

« Un dicton de Bretagne avance que le golfe renferme autant d'îles que l'année contient de jours. (Larcin a rer, é héss quemend a inizi ir Morbihan, ell a zë a zou er blaï). »

La légende veut que le golfe ait été créé par les larmes des fées chassées de la forêt de Brocéliande. Les fées y auraient ensuite jeté leur couronne qui seraient devenues les îles.
Seules deux îles ont une superficie et une population notable : l'Île-aux-Moines et l'Île-d'Arz. Ce sont des communes insulaires, de nombreuses autres îles étant des propriétés privées ou, dans certains cas, de l’État (propriétés du Conservatoire du littoral).

## Navigation dans le golfe

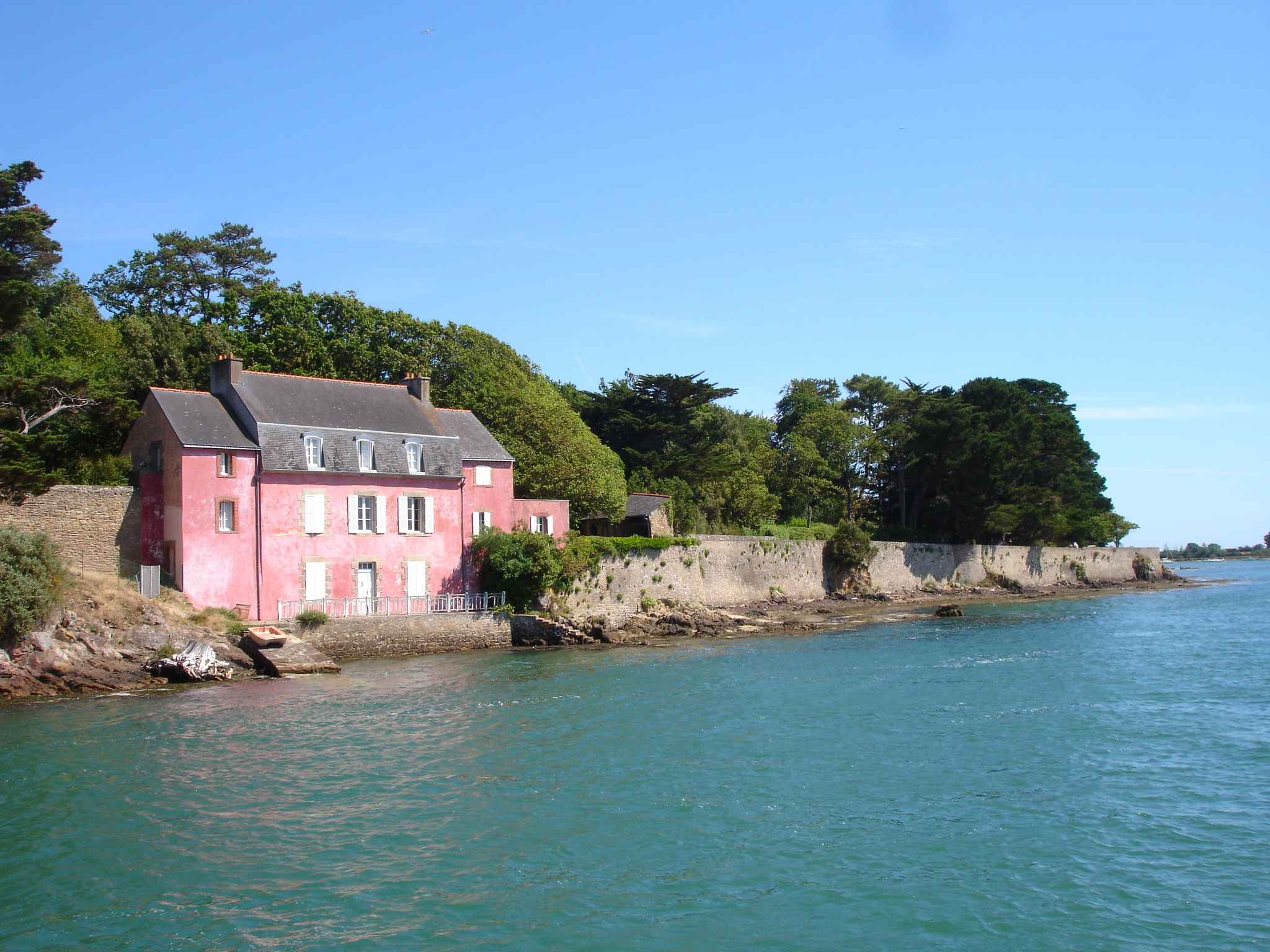
La Maison rose, repère maritime de l'entrée de la rivière de Vannes

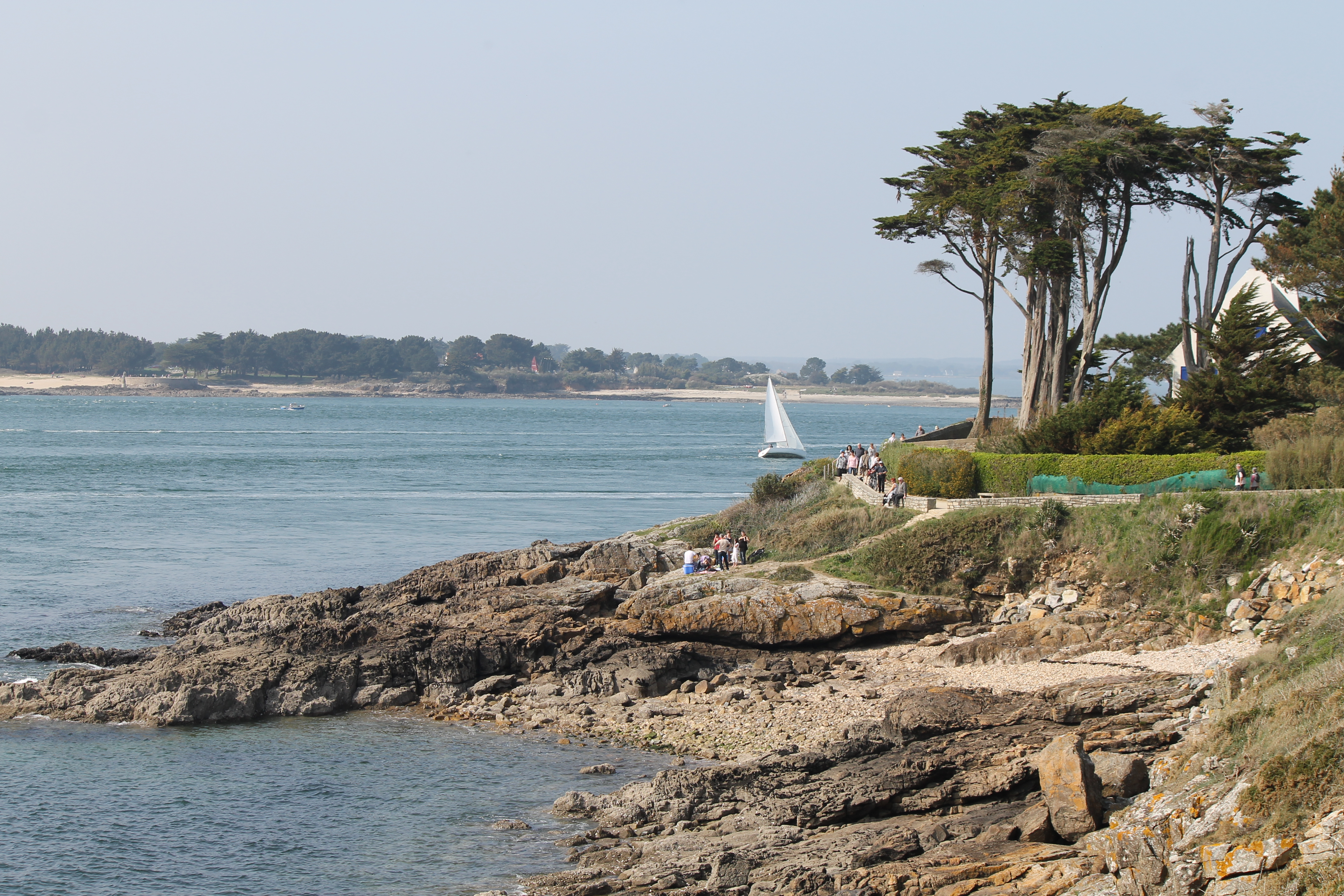
Entrée du golfe, entre Port-Navalo au premier plan et la pointe de Kerpenhir à l'arrière-plan.

Il existe une réglementation spécifique concernant la navigation sur le golfe du Morbihan :

« Sur le littoral des communes de St Gildas du Rhuys, Arzon, Sarzeau et l’Ile aux Moines, la navigation est interdite dans la bande des 300 mètres. Les utilisateurs devront obligatoirement emprunter les chenaux mis à leur disposition pour sortir de la bande des 300 mètres…[pas clair] Au-delà de la bande des 300 mètres, ainsi que dans les 4 passes suivantes (entre les îles Longue, Gavrinis, Erlannic, La Jument / entre Port-Blanc et l’Ile aux Moines / entre la Pointe d’Arradon et la Pointe du Trech / entre l’Ile Boédic et Conleau) la vitesse est limitée à 10 nœuds. »

Ces caractéristiques, ajoutées à la profondeur assez faible dans certaines parties du golfe, obligent à une navigation prudente car le nombre de criques et recoins rendent cette navigation particulièrement difficile. Néanmoins la navigation de plaisance est très développée.
Plusieurs ports de plaisance offrent des services plus ou moins développés aux plaisanciers : du port de Vannes qui offre toute la gamme des services portuaires aux mouillages moins étendus d'Arradon, de l'île aux Moines, de Port-Blanc, de l'île d'Arz et de Port-Navalo (liste non exhaustive).
Les dériveurs et planches à voile sont très actifs eux aussi et de nombreuses écoles de voile proposent cours et locations. La pratique du kite-surf est strictement interdite dans le golfe du Morbihan, cependant, elle est autorisée à titre expérimental à compter du 1er avril 2016 et jusqu’au 1er octobre 2016 dans une zone située devant la plage de Brouel au Sud-Ouest de l’île d’Arz (Arrêté du Préfet Maritime Atlantique N° 2016/029 en date du 30 mars 2016).
La navigation de nuit est déconseillée en raison de l'absence de balisages lumineux, elle est interdite pour les embarcations à moteur.
Ces dix dernières années, le golfe a vu l'explosion de la navigation en bateaux à moteur de plus en plus puissants. Une association d'usagers du Golfe (constituée de navigateurs, kayakistes, promeneurs, etc.) demande aux pouvoirs publics de faire respecter les règles de navigation qui souffrent de nombreuses infractions. Plus généralement, un nombre croissant d'amoureux du golfe déplore les pollutions environnementales, sonores, olfactives et visuelles entraînées par la multiplication des bateaux à moteur et des jetskis. C'est pourquoi, la notice d'utilisation des véhicules nautiques à moteur (VNM) éditée par le Préfet Maritime, indique :
- Interdiction de navigation au-delà de 1 mille à compter de la limite des eaux pour les VNM où le pilote se tient en position dynamique (jet ski) à bras articulé,
- Interdiction de navigation au-delà de 2 milles à compter de la limite des eaux pour les VNM où le pilote se tient en position assise (scooter des mers),
- Limitation de la vitesse à 5 nœuds dans la bande littorale des 300 mètres,
- Le niveau sonore ne doit pas dépasser 80 décibels à 7,5 mètres.

En 2023, un navire à propulsion hydrogène (Hylas - HYdrogen for Land, Integrated renewables and Sea) assurera des liaisons sur les îles du golfe du Morbihan. Cette motorisation s'harmonisera avec les exigences environnementales du parc naturel régional du Golfe du Morbihan. Il pourra transporter 150 à 200 passagers.

### Embarcations traditionnelles

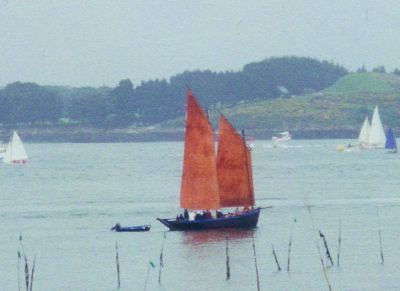
Un sinago dans le golfe du Morbihan.

Certains villages de pêcheurs ont développé des voiliers qui leur sont propres :
- Les Sinagots du nom du village de Séné, bateaux de pêche au poisson, généralement à deux voiles au tiers
- Les Forbans du Bono, chaloupe non pontée armée pour la pêche au chalut à perches. La carène et le gréement des Forbans sont dérivés des chaloupes sardinières de Concarneau et Douarnenez.

De plus, dans tout le golfe, sont utilisées des barques à fond plat, les « plates », pour la pêche et l'élevage des coquillages et le transport dans les parties du golfe où il y a peu de fond.
- Les Guépard, plate en « V » du Golfe du Morbihan de 5,50 m (construction bois classique).

Depuis 2001, la Semaine du Golfe se déroule tous les deux ans durant la semaine de l’Ascension dans le golfe du Morbihan. Cette manifestation est devenue l'un des plus grands rassemblements français de bateaux traditionnels.

## Faune et flore
Les vasières et les marais du golfe ont favorisé le développement d'un écosystème varié, notamment par la présence d'herbiers de zostères (529 ha pour Zostera noltii et 804 ha pour Zostera marina),. Ils contribuent à stabiliser les terrains, à diminuer la turbidité de l'eau, à favoriser l'oxygénation, la production du phytoplancton et constitue un abri naturel pour la reproduction.

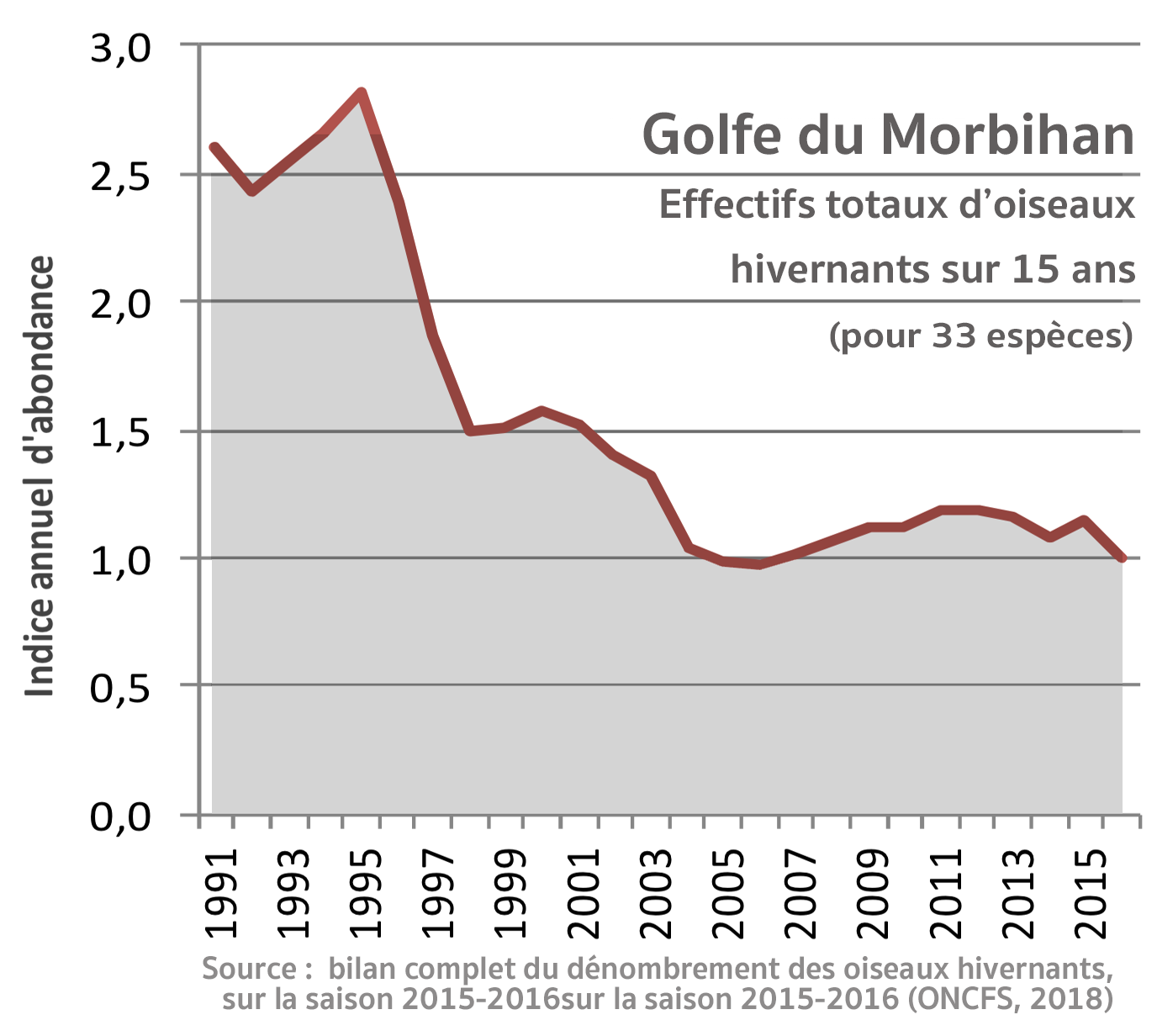
Chute du nombre d'oiseaux hivernants dans le golfe de 1991 à 2015 (-30% environ en 25 ans). Sur cette période et dans ce golfe, les populations d'anatidés et de foulques et de plongeurs s'effondrent alors que les limicoles sont stables.

Le golfe est surtout réputé pour son intérêt ornithologique. Outre les mouettes et les goélands, c'était l'un des endroits de France les plus riches en espèces migratrices, dont il accueille entre 60 000 et 130 000 individus pendant la saison hivernale :
- Anatidés : Bernache cravant, Canard siffleur, Sarcelle d'hiver, Canard colvert, Tadorne de Belon, Canard pilet…
- Échassiers : Barge rousse, Bécasseau variable, Héron cendré, Spatule blanche, Aigrette garzette, Ibis sacré…
- Laridés : Sterne pierregarin…

Pour des raisons encore mal comprises, le nombre d'oiseaux migrateurs hivernants dans le golfe a cependant chuté de plus de 30 % entre 1990 et 2018, selon l’ONCFS ; « Au maximum de la saison 2015-2016, l’effectif total de bernaches, canards, foulques et limicoles ne dépasse plus 70 000 individus (…) Les effectifs de la bernache cravant, un des oiseaux emblématiques du golfe, dépasse difficilement les 10 000 individus en novembre, contre près de 30 000 il y a une trentaine d’année ». Le recul est le plus net pour la bernache cravant, le canard siffleur et plus encore le garrot à œil d'or (dont il ne restait plus en 2017 que quelques dizaines d’hivernants.
Le Golfe répondait néanmoins encore l'hiver 2015/2016 au critère n°5 des sites Ramsar (plus de 20 000 oiseaux d’eau) et au critère n°6 (importance internationale), avec plus de 1 % des populations totales connues pour 7 espèces, étant aussi d'importance nationale (plus de 1 % des effectifs hivernant en France) pour 18 autres espèces aviaires. C’est en Bretagne le site qui accueille encore le plus d'anatidés et de foulques, et il est en seconde place pour les limicoles.

### Réserve naturelle
Avec la rivière de Saint-Philibert, l'îlot Méaban, l'anse de Suscinio et la rivière de Pénerf, le golfe de Morbihan forme un site Ramsar classé depuis le 5 avril 1991 (les 23 000 ha du golfe du Morbihan inscrits au titre de la convention de Ramsar incluent non seulement le golfe lui-même, mais également des zones adjacentes d'importance écologique, comme les marais côtiers, les vasières, les prairies humides…).
Le Conservatoire du littoral a acquis une portion des marais de Séné et des marais de Pen an Toul, afin de les protéger. En raison, entre autres, de la présence de nombreuses espèces d'oiseaux migrateurs trouvant refuge au sein du golfe, les anciens marais salants de Séné et Pen An Toul, ont été classés en réserve naturelle.
Le parc naturel régional du Golfe du Morbihan a été créé officiellement par un décret du 4 octobre 2014,. C'est dans les secteurs du Golfe ayant les statuts de protection les plus forts (Réserve naturelle nationale et Arrêté de Protection de Biotope que les oiseaux sont restés les plus nombreux note l'ONCFS (en 2018).

## Histoire

### Préhistoire
Le golfe est une zone passionnante pour l'étude de la préhistoire et plus particulièrement de l'époque néolithique, à partir de 7 500 ans avant notre ère. On y trouve nombre de monuments mégalithiques :
- Menhirs
- Dolmens
- Cairns ou tumulus : constructions en pierre non maçonnée servant à abriter des chambres mortuaires. Le plus connu est le cairn de Gavrinis, large de 60 m, sur l'île de Gavrinis. À l'époque de sa construction, l'emplacement n'était pas isolé, il n'est devenu une île qu'à une période relativement récente.
- Un double cromlech en fer à cheval sur l'îlot d'Er Lannic. C'est une double enceinte de mégalithes levées et partiellement immergé. Lors de la construction de l'enceinte Sud, l'îlot était relié au rivage. Ce site est un témoin remarquable de la montée des eaux[34].

Un projet d'inscription auprès de l'UNESCO de ce patrimoine du Sud Morbihan est en cours. L’association Paysages de mégalithes, créée en 2013 par le conseil départemental du Morbihan, porte le projet d’inscription des mégalithes de Carnac et des rives du Morbihan au patrimoine mondial de l’UNESCO. Outre Carnac, 26 autres communes du golfe du Morbihan sont concernées. Le dossier de candidature doit être déposé courant 2023 auprès des autorités françaises. Si la candidature est validée, la décision de l'UNESCO ne sera pas prise avant 2025.

### Époque moderne

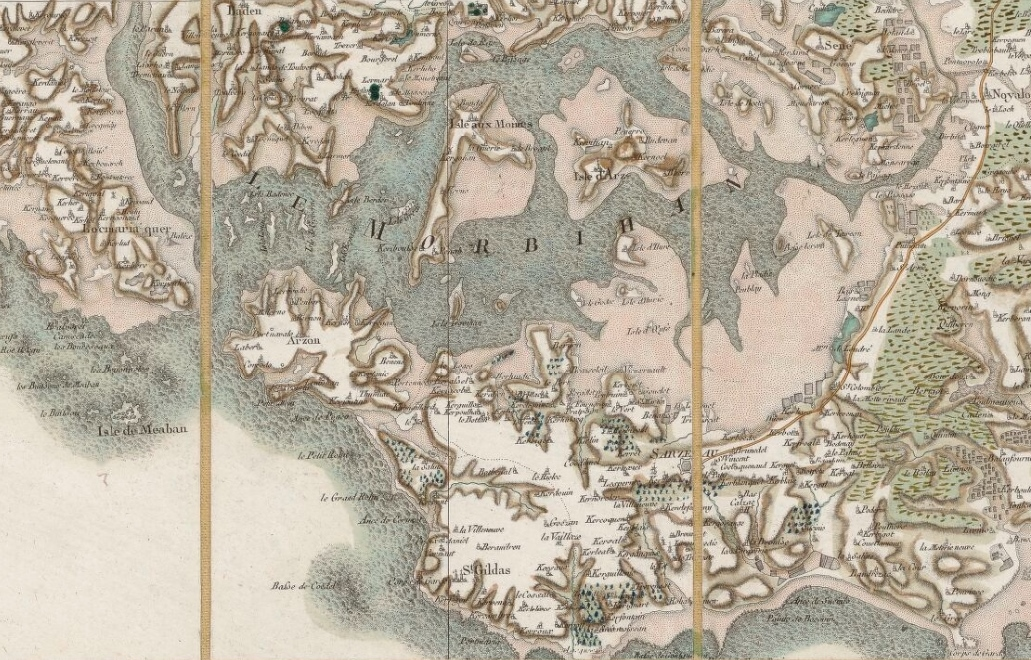
Le Golfe du Morbihan en 1787 (Carte de Cassini).

## Économie

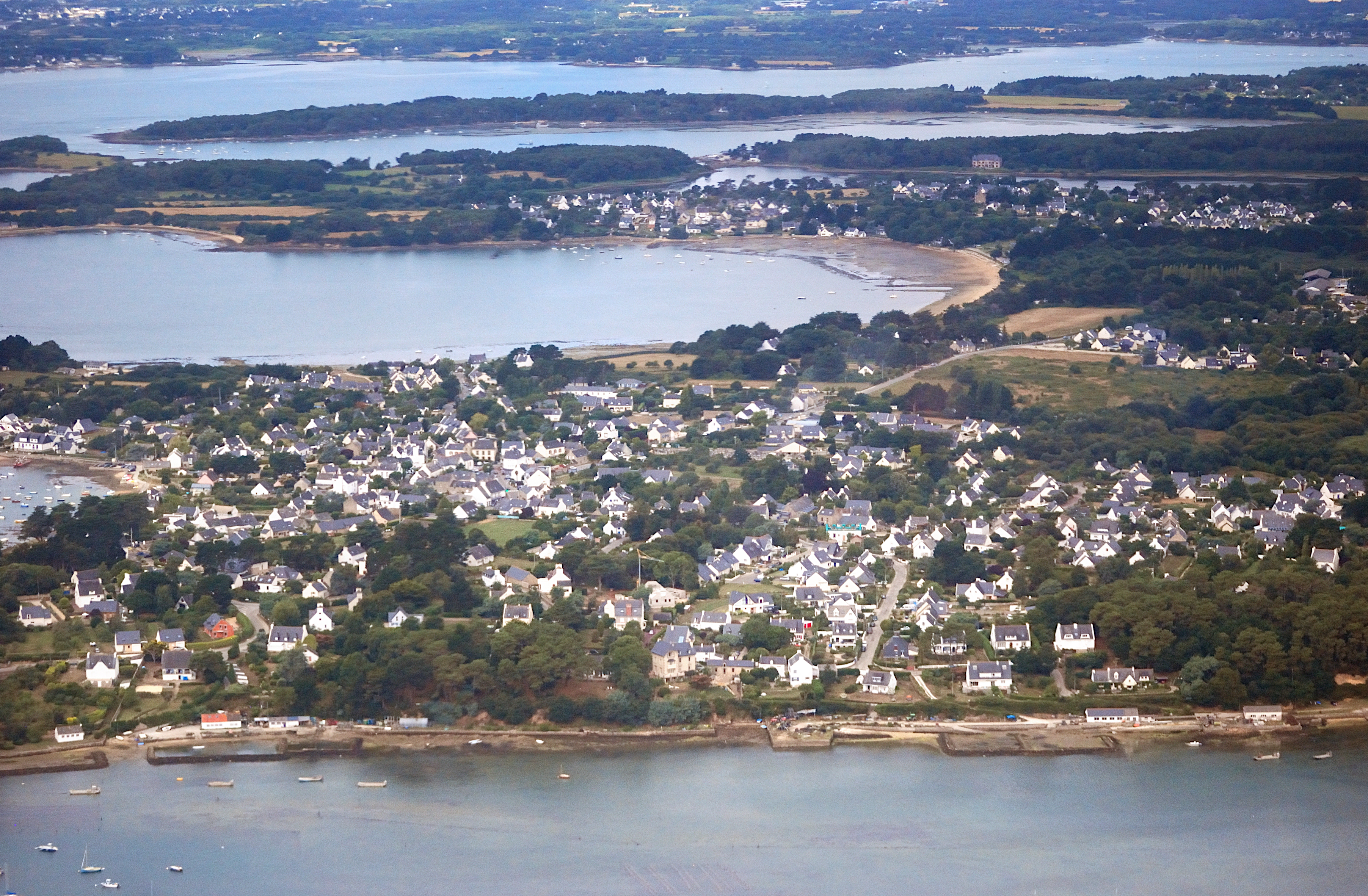
Standardisation de la côte morbihannaise en raison de l'urbanisation littorale qui, du fait de la croissance conjointe de l'habitat principal et de l'habitat secondaire ainsi que de l'étalement des communes littorales vers l'intérieur, engendre un mitage pavillonnaire.

L'économie de la région du golfe s'est développée pendant des siècles autour de l'agriculture et de pêche, puis particulièrement de l'ostréiculture au XIXe siècle, et d'un pôle industriel autour de Vannes dans la seconde moitié du XXe siècle. De nos jours, elle s'oriente de plus en plus vers le tourisme. L'évènement maritime de la Semaine du Golfe organisé tous les deux ans depuis 2001 en est un bon exemple.

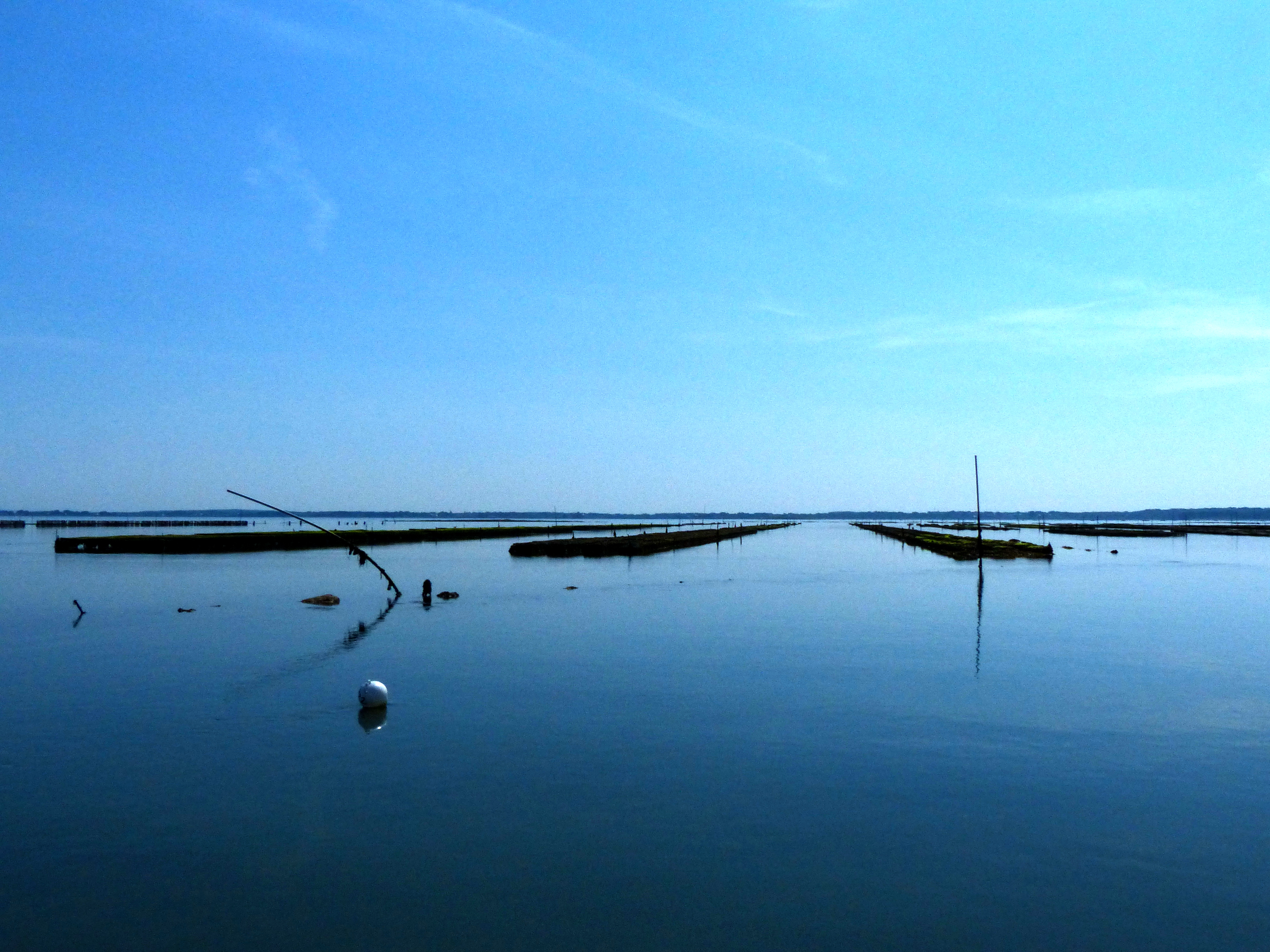
Parcs ostréicoles dans le golfe du Morbihan.

### Pêche et ostréiculture
Il est logique de regrouper ces deux activités dans le golfe du Morbihan, car elles sont souvent menées conjointement par les mêmes exploitants. Depuis que les marins ont abandonné les anciens sinagots aux plaisanciers, la pêche s'effectue soit avec de petits chalutiers, soit avec des embarcations à fond plat, les « plates », adaptées pour placer et relever les casiers et visiter les parcs à huîtres. On pêche notamment du bar, du rouget et des coquillages. La pêche à pied existe, également pratiquée par les amateurs. Elle constituait autrefois une importante source de revenu supplémentaire pour des agriculteurs situés près du littoral.
L'activité la plus développée et adaptée au golfe est l'ostréiculture mise en place au XIXe siècle, avec une production annuelle actuelle de 450 tonnes, principalement orientée vers la production de naissain (jeunes huîtres).
Par ailleurs, la pratique de la pêche à la palourde dans le Golfe du Morbihan est reconnue par le Ministère de la Culture en 2019 et est inscrite à l'inventaire du patrimoine culturel immatériel en France[réf. souhaitée].

### Tourisme

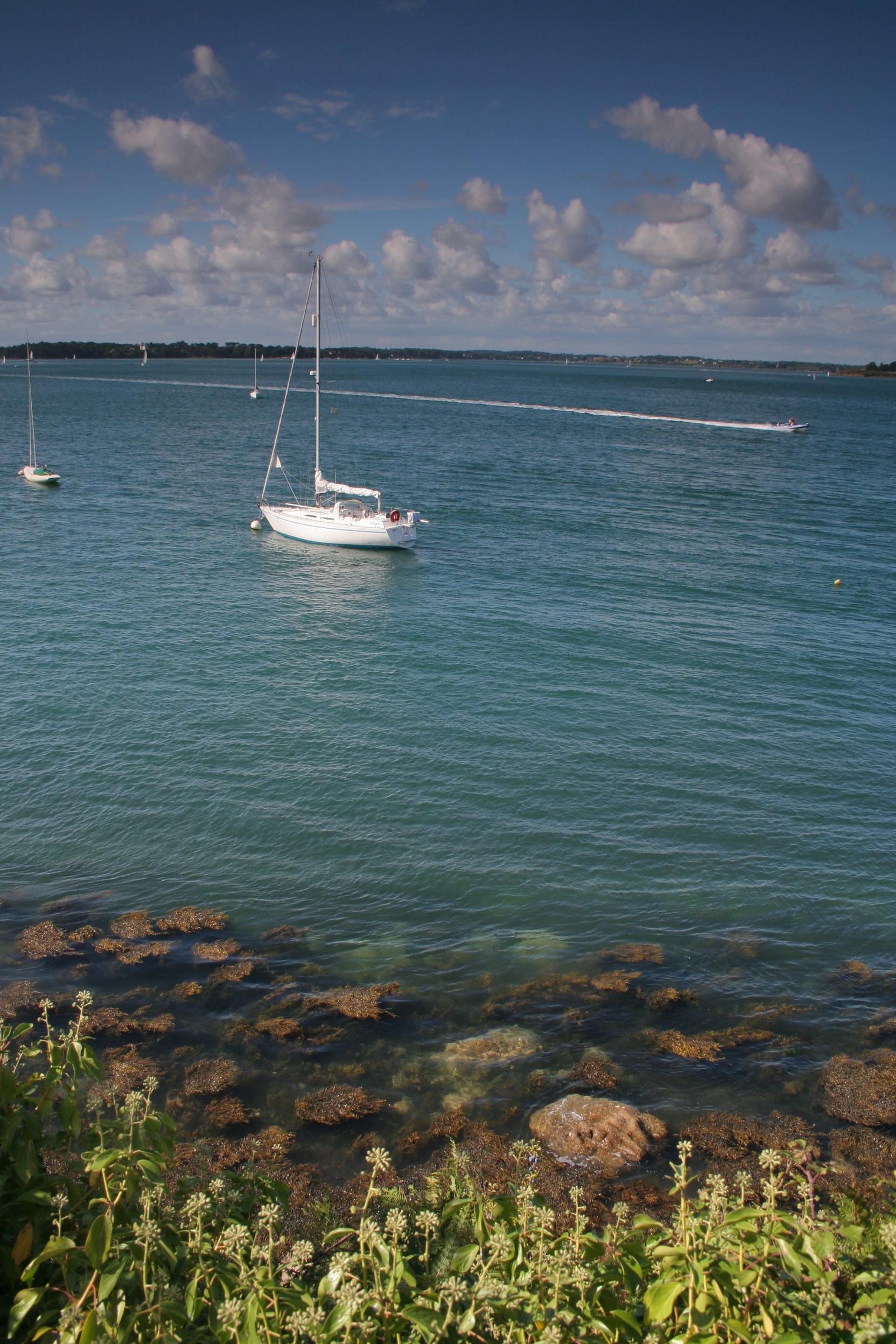
Paysage du golfe du Morbihan près d'Arzon.

Le tourisme s'est considérablement développé pendant les dernières décennies, apportant sa manne économique et son lot de pollution et de perturbations pour le milieu naturel.
Les paysages du golfe sont attirants, malgré un relief assez plat. La nature omniprésente offre un subtil mélange de mer, de marais et de landes. Des sentiers côtiers, on peut observer les oiseaux migrateurs et profiter de la variété de points de vue offerte par les nombreuses îles.
Des liaisons en vedettes maritimes desservent les lieux les plus visités, et proposent des promenades circulaires pour les découvrir, en particulier l'île aux Moines et l'île d'Arz. Les ports de Vannes et de Port-Navalo (commune d'Arzon) sont aussi des embarcadères pour se rendre aux îles d'Houat et Hoëdic dans le proche océan.
Le patrimoine architectural contribue également à l'attrait de cette région, avec le château de Suscinio, demeure des ducs de Bretagne, l'abbaye romane de Saint-Gildas-de-Rhuys, Auray et le vieux port de Saint-Goustan, sans compter le cairn de Gavrinis et la vieille ville de Vannes.
Les infrastructures se sont développées en conséquence, et nombre de résidences secondaires apparaissent en périphérie des villages côtiers. Les centres de vacances et les campings sont principalement situés sur le flanc océanique de la presqu'île de Rhuys, mais à proximité du golfe. À Arzon près de l'ancien Port-Navalo a été construit dans les années 1980 le port du Crouesty, véritable station balnéaire qui peut abriter 1 500 bateaux de plaisance et possède un centre de thalassothérapie. Cette initiative a été controversée pour son aspect artificiel, même si l'architecture essaye de s'intégrer dans le paysage côtier. On peut toutefois considérer que le tourisme dans le Morbihan reste autant tourné vers la nature et le golfe que vers les plages de l'océan tout proche.

## Aménagement

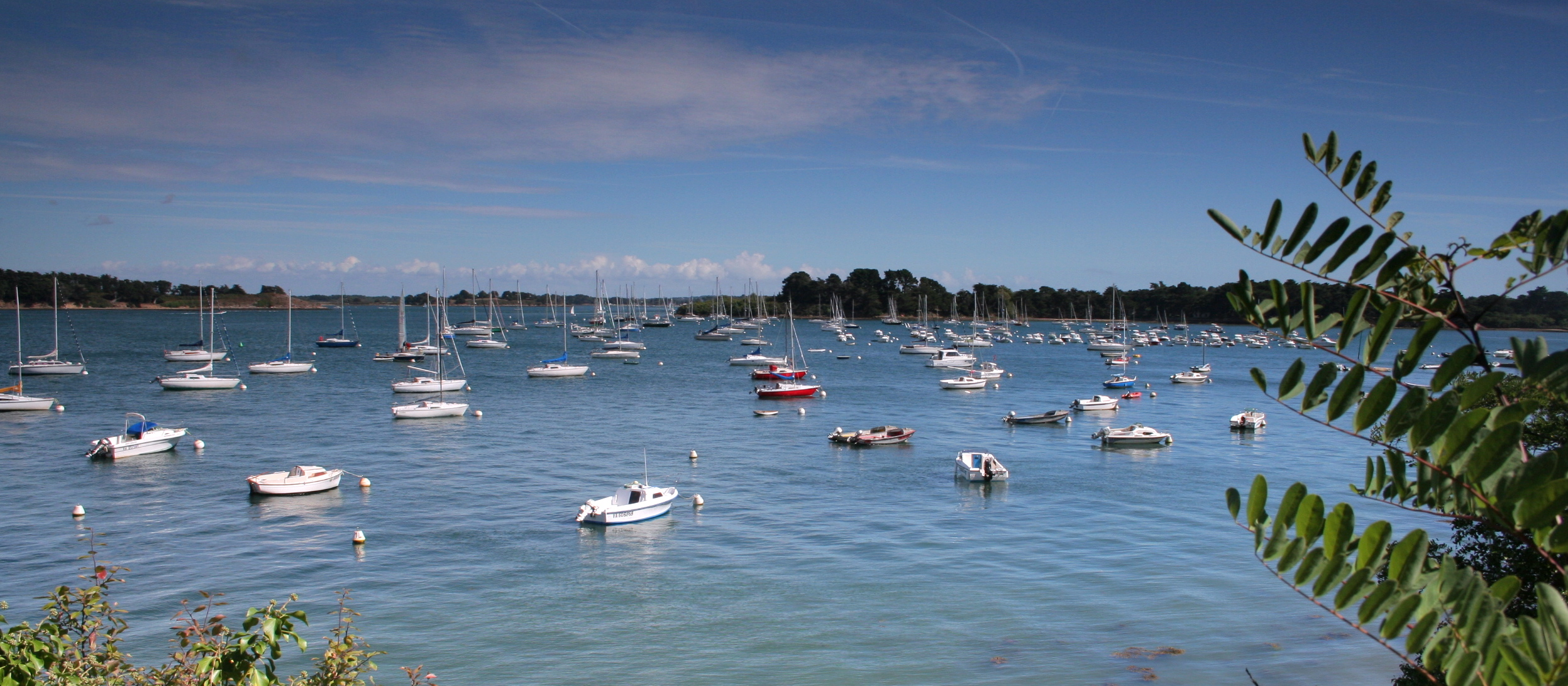
Un mouillage du golfe du Morbihan près d'Arzon.

Un schéma de mise en valeur de la mer, (SMVM) a été adopté le 10 février 2006. Il est le résultat d'une concertation avec les élus, les scientifiques, les professionnels et les diverses associations. Il vise à conserver le patrimoine remarquable du Golfe tout en garantissant la pérennité de certaines activités humaines.
Le parc naturel régional a été créé en octobre 2014. L’étude porte sur 38 communes, ainsi qu’une partie maritime constituée par le Golfe du Morbihan lui-même et une frange littorale atlantique s’étendant jusqu’à l’isobathe 10 m. Ce territoire s’étend sur 92 000 hectares et compte environ 144 000 habitants (1999). La Charte en établit, pour douze années, le partenariat entre l’État, les collectivités locales et les établissements publics afin d’assurer une gestion cohérente et dynamique du territoire.